# Lalla Messaouda
 (juin 2017).
Lalla Messaouda, de son nom complet Messaouda al-Wizkitiya (en arabe : مسعودة الوزكيتية), est l'épouse du sultan marocain de la dynastie des Saadiens Mohammed ech-Cheikh et la mère d'Ahmad al-Mansour. Cette dernière est confondue comme étant la mère de Abu Marwan Abd al-Malik, or sa mère est Sahaba el-Rehmania, une autre épouse de Mohammed ech-Cheikh.
Lalla Messaouda était la fille du cheikh de la Kasbah de Ouarzazate, Cheikh Abu al-'Abaas Ahmed bin Abdallah al-Wizkiti al-Warzazi, qui a contribué à établir le contrôle saadien sur la région du Souss,. Elle est considérée comme une walia, ou sainte.

## Nom
Messaouda al-Wizkitiya est connue sous le nom de Lalla 'Auda (للا عودة), ce qui signifie la Dame du Retour, car elle voyageait souvent dans des régions reculées de la campagne apportant auspice et fortune. Elle a également été appelée as-Sayida al-Hurra (la Dame libre) et le Phénix du Sahara (Anqa al-Sahara),.

## Biographie
Lalla Messaouda est originaire de la tribu des Ait Ouaouzguit, du groupe Chleuhs de Masmouda. Elle est connue pour avoir construit de nombreux édifices. Elle a ainsi construit la mosquée Bab Doukkala en 1557, c'était une femme pieuse, et connue pour avoir été une protectrice des arts et des lettres et passionnée d'architecture, elle avait construit de nombreux fondouks, aujourd'hui disparus.
Lalla Messaouda fut enterrée dans une qoubba des tombeaux saadiens en 1591 dans un sarcophage de marbre blanc sculpté.